# Trzmiel gajowy
Trzmiel gajowy (Bombus lucorum) – gatunek owada z rodziny pszczołowatych (Apidae). Szeroko rozsiedlony w Europie, w Azji aż do północno-wschodnich Chin.

## Wygląd

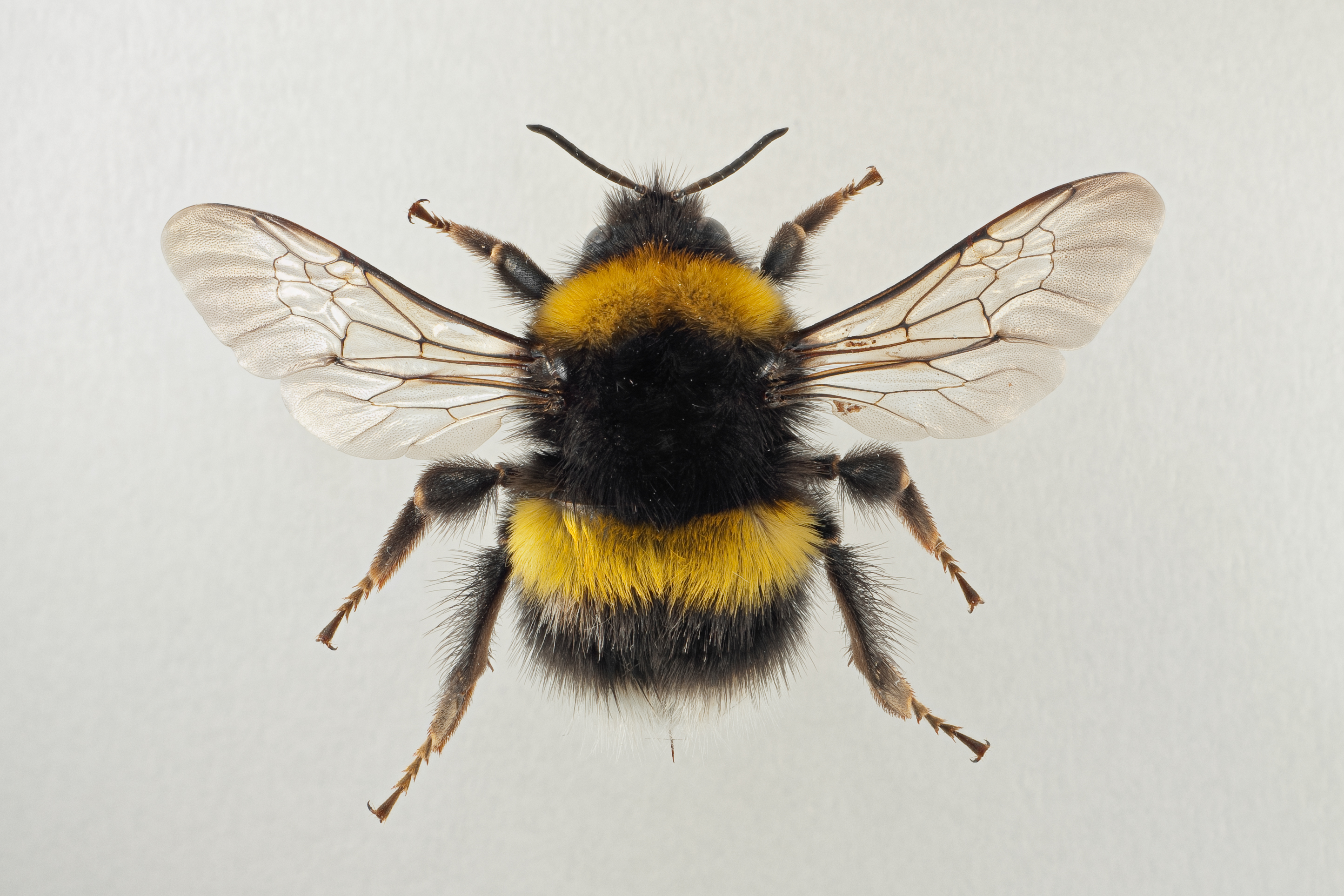
Samica

Samica z cytrynowożółtymi przepaskami w przedniej części tułowia i na drugim tergicie odwłoka; zakończenie odwłoka białe. Pozostała część ciała czarno owłosiona. Samiec ma podobny ogólny wzór ubarwienia, ale z większym udziałem żółtego (m.in. na głowie) i z czarnymi partiami futerka często jasno przyprószonymi na końcach włosków.

### Podobne gatunki

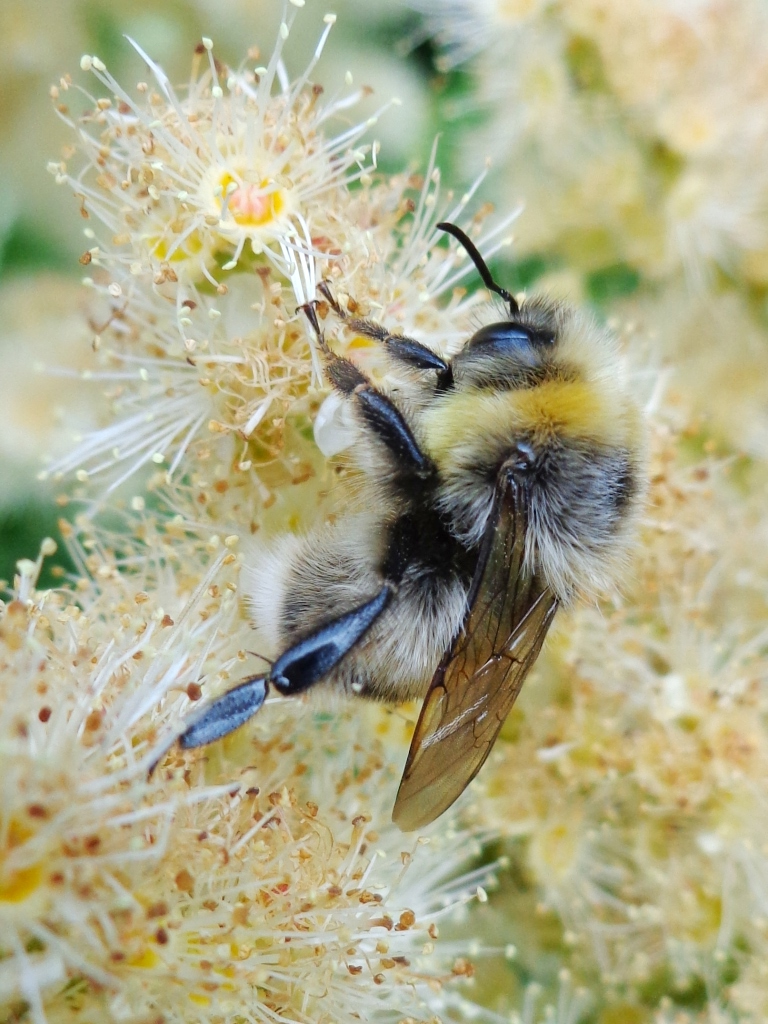
Samce trzmiela gajowego można odróżnić od samców podobnych gatunków po rozjaśnionych, jakby przyprószonych siwizną czarnych partiach futerka

Jeden z gatunków należących do kompleksu Bombus lucorum agg., obejmującego kilka bardzo podobnych z wyglądu i blisko spokrewnionych gatunków z podrodzaju Bombus. Liczba wyróżnianych gatunków różni się w zależności od autora. W Polsce do tej grupy, oprócz trzmiela gajowego, należą B. cryptarum i B. magnus. Rozpoznawanie gatunków w obrębie kompleksu, a niekiedy również odróżnianie ich od należącego do tego samego podrodzaju trzmiela ziemnego, jest trudne, a niekiedy niemożliwe, szczególnie w przypadku małych osobników (głównie robotnic).
Alternatywnymi metodami oznaczania, kiedy zawodzą te morfologiczne, są metody genetyczne oraz biochemiczne (samce poszczególnych gatunków kompleksu różnią się składem chemicznym produkowanych feromonów). 
Trzmiel gajowy jest najczęściej spotykanym gatunkiem spośród należących do B. lucorum agg..